# Avançon (Hautes-Alpes)
Avançon ist eine französische Gemeinde im Département Hautes-Alpes in der Region Provence-Alpes-Côte d’Azur. Sie gehört zum Arrondissement Gap und zum Kanton Tallard. 

## Geografie
Durch Avançon fließt die Avance. Die Ortschaft liegt acht Kilometer von La Bâtie-Neuve, 13 Kilometer von Chorges, 16 Kilometer von Tallard und 20 Kilometer von Gap entfernt. Die Gemeinde grenzt im Norden an La Bâtie-Neuve, im Osten an Montgardin, im Südosten an Espinasses, im Süden an Théus, im Südwesten an Saint-Étienne-le-Laus und im Westen an La Bâtie-Vieille. Zu Avançon gehört neben der Hauptsiedlung auch der Weiler Santons. Zu Avançon gehört ein Teil des 1734 m hohen Mont Collombis.

## Sehenswürdigkeiten
- Kirche aus dem Jahr 1655
- Kapelle Saint-Gervais, restauriert 1980

## Bevölkerungsentwicklung
| Jahr      | 1962 | 1968 | 1975 | 1982 | 1990 | 1999 | 2006 | 2018 |
| --------- | ---- | ---- | ---- | ---- | ---- | ---- | ---- | ---- |
| Einwohner | 249  | 252  | 219  | 261  | 279  | 330  | 350  | 411  |